# Clustal
Clustal — популярна комп'ютерна програма для вирівнювання послідовностей. Остання версія 2.0. Існує в двох варіантах:
- ClustalW: Інтерфейс з командного рядку
- ClustalX: Графічна версія, під Windows, macOS та Unix/Linux.